# Sainte-Croix (Quebec)
| Municipalité de Sainte-Croix  |                        |
| Maison de Pointe-Platon.jpg   |                        |
| Coordenadas: 46°37' N 71°44'W |                        |
| Província                     | Quebec                 |
| Região administrativa         | Chaudière-Appalaches   |
| Incorporado em                | 5 de outubro 2001      |
| Prefeito                      | Jacques Gauthier       |
| Código postal                 | G0S 2H0                |
|                               |                        |
| Área                          |                        |
| - Cidade                      | 69,6 km², 26,9 mi²     |
| Fuso horário                  | UTC -5                 |
| População (2006)              |                        |
| - Cidade                      | 2.451                  |
| - Densidade                   | 35 hab/km², 91 hab/mi² |

Sainte-Croix é um município canadense da Regionalidade Municipal de Lotbinière, Quebec, localizado na região administrativa de Chaudière-Appalaches. Em sua área de pouco mais de sessenta e nove quilómetros quadrados, habitam cerca de duas mil e quatrocentas pessoas. Tendo seu nome em homenagem a Vera Cruz.